# Bebelis inaequalis
Bebelis inaequalis là một loài bọ cánh cứng trong họ Cerambycidae.